# Vitjaz Charkiv
Vitjaz Charkiv (ukrainska: Витязь Харків), är en ishockeyklubb från Charkiv, Charkiv oblast, Ukraina.

## Historik
Klubben bildades år 2001 och spelade säsongen 2001/2002 i Eastern European Hockey Leagues andra-division. 
Efter ett antal års inaktivitet anslöt klubben till Ukrainska ligan ifrån säsongen 2014/2015. Första säsongen i ligan slutade klubben på fjärde och sista plats i ligan. I det påföljande slutspelet blev det förlust med 2-1 i matcher mot seriesegrarna HK Krementjuk.
Även säsongen därpå, 2015/2016, spelade Vitjaz i ligan som nu tagit namnet Ukrainian Hockey Extra League. Återigen hamnade laget på fjärde plats och fick spela semifinal. I semifinalen blev det förlust i tre raka matcher mot blivande mästarna HK Donbass.